# Гаудин, Расмус
Расмус Жак Анри Гаудин (дат. Rasmus Jacques Henri Gaudin; род. 19 августа 1995, Конгенс-Люнгбю, Копенгаген) — датский футболист, нападающий. В 2018 году сыграл 1 матч за сборную Дании по футболу.

## Биография

### Клубная карьера
Воспитанник клуба «Люнгбю». Единственный матч за основную команду сыграл 24 сентября 2014 года в матче второго раунда Кубка Дании против клуба «Калуннборг» (10:0), в котором вышел на замену на 61-й минуте. В 2015 году перешёл в любительский клуб «Вирум-Соргенфри», где провёл около 2.5 лет. По ходу сезона 2017/18 перешёл в клуб «Ванлёсе», с которым добился выхода в третий дивизион.

### Карьера в сборной
В 2018 году между датским футбольным союзом и ассоциацией датских футболистов произошёл конфликт. Стороны не смогли подписать партнёрское соглашение (действие предыдущего закончилось ещё 1 августа), из-за разногласий по использованию имиджевых прав игроков сборной. В итоге футболисты объявили бойкот федерации и отказались выходить на товарищеский матч против сборной Словакии, их поддержали и другие профессиональные футболисты, которые также отказались от вызова в сборную. 4 сентября на сайте датского футбольного союза был опубликован новый состав из 24 футболистов, куда вошёл и Расмус Гаудин. На следующий день Гаудин вышел в стартовом составе на игру со Словакией и был заменён на 84-й минуте. Матч закончился со счётом 0:3 в пользу Словакии.

## Статистика

### Матчи Гаудина за сборную Дании
| Матчи Гаудина за сборную Дании | Матчи Гаудина за сборную Дании | Матчи Гаудина за сборную Дании | Матчи Гаудина за сборную Дании | Матчи Гаудина за сборную Дании | Матчи Гаудина за сборную Дании |
| ------------------------------ | ------------------------------ | ------------------------------ | ------------------------------ | ------------------------------ | ------------------------------ |
| №                              | Дата                           | Соперник                       | Счёт                           | Голы Гаудина                   | Соревнование                   |
| 1                              | 5 сентября 2018                | Словакия                       | 0:3                            | —                              | Товарищеский матч              |

Итого: 1 матч / 0 голов; 0 побед, 0 ничьих, 1 поражение.